# Grand Prix de Denain 1979
La 21e édition du Grand Prix de Denain a eu lieu en avril 1979. Elle a été remportée par le Français Jean-Philippe Pipart.

## Classement final
Jean-Philippe Pipart remporte la course,.
| \| Classement général \| Classement général \| Classement général \| Classement général \| Classement général \| \| Coureur \| Coureur \| Pays \| Équipe \| Temps \| \| ------------------ \| -------------------- \| ------------------ \| --------------------- \| ------------------ \| \| 1er \| Jean-Philippe Pipart \| France \| La Redoute-Motobécane \| \| \| 2e \| Frits Pirard \| Pays-Bas \| Miko-Mercier-Vivagel \| \| \| 3e \| Johan Alberts \| Pays-Bas \| \| \| |                      |          |                       |       |
| |                      |          |                       |       |
| Source : Cycling Archives |                      |          |                       |       |
| Classement général |                      |          |                       |       |
| Coureur | Coureur              | Pays     | Équipe                | Temps |
| 1er | Jean-Philippe Pipart | France   | La Redoute-Motobécane |       |
| 2e | Frits Pirard         | Pays-Bas | Miko-Mercier-Vivagel  |       |
| 3e | Johan Alberts        | Pays-Bas |                       |       |